# Recipe for Hate
Recipe for Hate – album grupy punk rockowej Bad Religion wydany 21 września 1993 roku.

## Lista utworów
| #  | Song                        | Length | Credits                                                  |
| -- | --------------------------- | ------ | -------------------------------------------------------- |
| 01 | "Recipe for Hate"           | 2:02   | Greg Graffin                                             |
| 02 | "Kerosene"                  | 2:41   | Brett Gurewitz                                           |
| 03 | "American Jesus"            | 3:17   | Brett Gurewitz, Greg Graffin                             |
| 04 | "Portrait of Authority"     | 2:44   | Greg Graffin                                             |
| 05 | "Man With a Mission"        | 3:11   | Brett Gurewitz                                           |
| 06 | "All Good Soldiers"         | 3:07   | Brett Gurewitz                                           |
| 07 | "Watch It Die"              | 2:34   | Greg Graffin                                             |
| 08 | "Struck a Nerve"            | 3:47   | Greg Graffin                                             |
| 09 | "My Poor Friend Me"         | 2:42   | Greg Graffin                                             |
| 10 | "Lookin' In"                | 2:03   | Greg Graffin                                             |
| 11 | "Don't Pray on Me"          | 2:42   | Brett Gurewitz                                           |
| 12 | "Modern Day Catastrophists" | 2:46   | Greg Graffin                                             |
| 13 | "Skyscraper"                | 3:15   | Brett Gurewitz                                           |
| 14 | "Stealth"                   | 0:42   | Jay Bentley, Brett Gurewitz, Bobby Schayer, Eddie Vedder |

## Twórcy
- Greg Graffin - śpiew
- Brett Gurewitz – gitary
- Greg Hetson – gitary
- Jay Bentley - gitara basowa
- Bobby Schayer - perkusja